# Kosu
Kosu je vesnice v estonském kraji Harjumaa, samosprávně patřící do obce Kuusalu.
Poblíž vesnice se nachází prameniště říčky Loo.